# Gilles Morel (imprimeur)
Gilles Morel est un imprimeur français du XVIIe siècle, mort vers 1650. 
Il est le frère de Charles Morel, qu'il remplaça comme imprimeur du roi. Il céda vers 1646 son imprimerie à son associé, Simeon Piget, et devint alors conseiller au grand conseil. 
Il est le dernier représentant de la famille Morel de typographes qui prirent constamment pour marque une fontaine avec ou sans légende grecque. 

## Œuvres
Sa principale publication est l’édition de la grande Bibliothèque des Pères (1643, 17 volumes in-fol.).